# Ужара (мифология)
Ӱжара (мар. Заря) — мужское божество марийского пантеона.

## Описание и функции
Название божества Ӱжара (Жера) происходит, возможно, от марийского слова zara — сияние, зарево. Согласно широко распространённому, в том числе у других народов мира, преданию, если дойти до Ӱжара и взяться за него рукой, то можно переменить свой пол.

## Мифы
В мифе о Юмын ӱдыр предстаёт в виде полотняного моста или розовой дорожки, по которой Кугу-Юмо опускает свою дочь на землю.

## Семья
Соответствующим женским персонажем марийского мифологического пантеона является Ӱжара ньё — Мать зари.